# Short track na Zimowych Igrzyskach Olimpijskich 2014 – 500 m kobiet
Bieg na 500 metrów kobiet rozgrywany w ramach short tracku na Zimowych Igrzyskach Olimpijskich 2014 odbył się w dniach 10-13 lutego w pałacu sportów zimowych Ajsbierg w Soczi.

## Terminarz
| Data      | Konkurencja  | Godzina rozpoczęcia | Godzina rozpoczęcia |
| Data      | Konkurencja  | Czas CET            | Czas lokalny        |
| --------- | ------------ | ------------------- | ------------------- |
| 10 lutego | Eliminacje   | 11:27               | 14:27               |
| 13 lutego | Ćwierćfinały | 11:00               | 14:00               |
| 13 lutego | Półfinały    | 12:10               | 15:10               |
| 13 lutego | Finał        | 13:05               | 16:05               |

## Wyniki

### Eliminacje
| Miejsce | Grupa | Zawodnik             | Reprezentacja            | Czas     | Uwagi |
| ------- | ----- | -------------------- | ------------------------ | -------- | ----- |
| 1.      | 1     | Liu Qiuhong          | Chińska Republika Ludowa | 43,542   | Q     |
| 2.      | 1     | Kim A-lang           | Korea Południowa         | 43,919   | Q     |
| 3.      | 1     | Lara van Ruijven     | Holandia                 | 44,023   |       |
| –       | 1     | Tatjana Borodulina   | Rosja                    | –        | DSQ   |
| 1.      | 2     | Elise Christie       | Wielka Brytania          | 44,775   | Q     |
| 2.      | 2     | Sofja Proswirnowa    | Rosja                    | 44,940   | Q     |
| 3.      | 2     | Yui Sakai            | Japonia                  | 45,051   |       |
| 4.      | 2     | Andrea Keszler       | Węgry                    | 45,215   |       |
| 1.      | 3     | Jorien ter Mors      | Holandia                 | 44,262   | Q     |
| 2.      | 3     | Charlotte Gilmartin  | Wielka Brytania          | 44,440   | Q     |
| 3.      | 3     | Martina Valcepina    | Włochy                   | 44,493   |       |
| 4.      | 3     | Biba Sakurai         | Japonia                  | 44,628   |       |
| 1.      | 4     | Park Seung-hi        | Korea Południowa         | 44,180   | Q     |
| 2.      | 4     | Emily Scott          | Stany Zjednoczone        | 45,210   | Q     |
| 3.      | 4     | Agnė Sereikaitė      | Litwa                    | 45,356   |       |
| 4.      | 4     | Véronique Pierron    | Francja                  | 1:12,278 |       |
| 1.      | 5     | Marianne St-Gelais   | Kanada                   | 43,729   | Q     |
| 2.      | 5     | Yara van Kerkhof     | Holandia                 | 44,044   | Q     |
| 3.      | 5     | Ayuko Itō            | Japonia                  | 44,174   |       |
| 4.      | 5     | Inna Simonowa        | Kazachstan               | 44,387   |       |
| 1.      | 6     | Arianna Fontana      | Włochy                   | 43,568   | Q     |
| 2.      | 6     | Li Jianrou           | Chińska Republika Ludowa | 43,633   | Q     |
| 3.      | 6     | Patrycja Maliszewska | Polska                   | 44,154   |       |
| –       | 6     | Alyson Dudek         | Stany Zjednoczone        | –        | DSQ   |
| 1.      | 7     | Fan Kexin            | Chińska Republika Ludowa | 43,356   | Q     |
| 2.      | 7     | Jessica Hewitt       | Kanada                   | 43,447   | Q     |
| 3.      | 7     | Walerija Rieznik     | Rosja                    | 45,349   |       |
| 4.      | 7     | Jessica Smith        | Stany Zjednoczone        | 1:13,344 |       |
| 1.      | 8     | Valérie Maltais      | Kanada                   | 44,093   | Q     |
| 2.      | 8     | Shim Suk-hee         | Korea Południowa         | 44,197   | Q     |
| 3.      | 8     | Veronika Windisch    | Austria                  | 44,586   |       |
| 4.      | 8     | Elena Viviani        | Włochy                   | 44,623   |       |

### Ćwierćfinały
| Miejsce | Grupa | Zawodnik            | Reprezentacja            | Czas     | Uwagi |
| ------- | ----- | ------------------- | ------------------------ | -------- | ----- |
| 1.      | 1     | Park Seung-hi       | Korea Południowa         | 43,392   | Q     |
| 2.      | 1     | Marianne St-Gelais  | Kanada                   | 43,595   | Q     |
| 3.      | 1     | Yara van Kerkhof    | Holandia                 | 43,888   |       |
| 4.      | 1     | Charlotte Gilmartin | Wielka Brytania          | 44,279   |       |
| 1.      | 2     | Fan Kexin           | Chińska Republika Ludowa | 43,288   | Q     |
| 2.      | 2     | Elise Christie      | Wielka Brytania          | 43,402   | Q     |
| 3.      | 2     | Emily Scott         | Stany Zjednoczone        | 44,709   |       |
| 4.      | 2     | Jessica Hewitt      | Kanada                   | 1:00,971 |       |
| 1.      | 3     | Liu Qiuhong         | Chińska Republika Ludowa | 43,478   | Q     |
| 2.      | 3     | Jorien ter Mors     | Holandia                 | 43,572   | Q     |
| 3.      | 3     | Kim A-lang          | Korea Południowa         | 43,673   |       |
| 4.      | 3     | Sofja Proswirnowa   | Rosja                    | 43,862   |       |
| 1.      | 4     | Arianna Fontana     | Włochy                   | 43,405   | Q     |
| 2.      | 4     | Li Jianrou          | Chińska Republika Ludowa | 43,486   | Q     |
| 3.      | 4     | Valérie Maltais     | Kanada                   | 43,550   |       |
| 4.      | 4     | Shim Suk-hee        | Korea Południowa         | 43,572   |       |

### Półfinały
- QA - awans do finału A
- QB - awans do finału B

| Miejsce | Grupa | Zawodnik           | Reprezentacja            | Czas     | Uwagi |
| ------- | ----- | ------------------ | ------------------------ | -------- | ----- |
| 1.      | 1     | Park Seung-hi      | Korea Południowa         | 43,611   | QA    |
| 2.      | 1     | Arianna Fontana    | Włochy                   | 43,624   | QA    |
| 3.      | 1     | Marianne St-Gelais | Kanada                   | 44,069   | QB    |
| 4.      | 1     | Jorien ter Mors    | Holandia                 | 44,242   | QB    |
| 1.      | 2     | Elise Christie     | Wielka Brytania          | 43,837   | QA    |
| 2.      | 2     | Li Jianrou         | Chińska Republika Ludowa | 43,841   | QA    |
| 3.      | 2     | Liu Qiuhong        | Chińska Republika Ludowa | 43,916   | QB    |
| 4.      | 2     | Fan Kexin          | Chińska Republika Ludowa | 1:24,431 | QB    |

### Finały

#### Finał B
| Miejsce | Zawodnik           | Reprezentacja            | Czas   |
| ------- | ------------------ | ------------------------ | ------ |
| 1.      | Liu Qiuhong        | Chińska Republika Ludowa | 44,188 |
| 2.      | Fan Kexin          | Chińska Republika Ludowa | 44,297 |
| 3.      | Jorien ter Mors    | Holandia                 | 44,311 |
| 4.      | Marianne St-Gelais | Kanada                   | 44,359 |

#### Finał A
| Miejsce | Zawodnik        | Reprezentacja            | Czas   |
| ------- | --------------- | ------------------------ | ------ |
| 1.      | Li Jianrou      | Chińska Republika Ludowa | 45,263 |
| 2.      | Arianna Fontana | Włochy                   | 51,250 |
| 3.      | Park Seung-hi   | Korea Południowa         | 54,207 |
| DSQ     | Elise Christie  | Wielka Brytania          | DSQ    |